# Foggy Nelson
Franklin Percy «Foggy» Nelson es un personaje ficticio que aparece en los cómics estadounidenses publicados por Marvel Comics. El personaje ha sido representado como parte del elenco de reparto de Daredevil (Matt Murdock); Foggy es el mejor amigo de Matt y su compañero en el bufete de abogados que tienen conjuntamente. El personaje fue creado por Stan Lee y Bill Everett.
Inicialmente, Foggy fue representado como un personaje profundamente en conflicto, continuamente atrapado entre sus fuertes desacuerdos vocacionales con Matt, su rivalidad por los afectos de Karen Page y su lealtad a su amigo. A pesar de ser un abogado altamente exitoso, está atormentado por sentimientos de inferioridad respecto a Matt. Sin embargo, desde principios de la década de 1980, a menudo se ha visto reducido a un alivio cómico, y en su estilo de vida sencillo, el estilo de vida de cada hombre contrasta con su sombrío colega de superhéroes.
Durante los dos primeros años de Daredevil, la apariencia de Foggy varió enormemente de un tema a otro, aunque lo más común es que fuera un joven elegante, guapo y bien arreglado. Desde su primer retrato de Gene Colan, en Daredevil # 20, siempre ha sido dibujado como un hombre bajo, ligeramente regordete, con una apariencia generalmente relajada.
Foggy Nelson apareció por primera vez en la película de 2003 Daredevil, interpretado por Jon Favreau. Actualmente es interpretado por Elden Henson en el Marvel Cinematic Universe, primero como personaje principal en Daredevil (2015–2018), y luego como personaje recurrente en The Defenders (2017), con apariciones especiales en las segundas temporadas de Jessica Jones y Luke Cage (ambas; 2018); y regresa en la primera temporada de Daredevil: Born Again (2025).

## Apariciones
Foggy Nelson apareció por primera vez en Daredevil volumen 1 #1-El hombre sin miedo (abril de 1964), y fue creado por Stan Lee y Bill Everett.
Tiene una entrada en el Official Handbook of the Marvel Universe Update '89, la #5.

## Biografía del personaje

### Los inicios
Foggy fue compañero de habitación de Matt Murdock cuando estudiaban en el Columbia Law School. Matt protege a Foggy contra el acoso y le ayuda a estudiar.Cuando Matt empezó a quedar con Elektra Natchios, a Foggy no le gustó nada, porque pensaba que era peligrosa (lo cual se convertiría en una realidad). Después de que Elektra dejara la universidad, Matt y Foggy irán a Harvard Law School. Tras graduarse, ellos dos abrirán un bufete. Contratarán a una secretaria, Karen Page,de la que se enamorarán los dos. Karen se enamorará de Matt, por lo que la única opción de Foggy fue retirarse. Foggy será abordado por Abner Jonas para que se presente a fiscal de distrito, y en una fiesta de Jonas, Foggy se reencontrará con una antigua compañera de instituto, Deborah Harris. Él está enamorado de ella y ella le devuelve su interés romántico.Tras este encuentro, descubrirán que Debbie es un agente de campo de El Organizador, una mente criminal tras la cual se encuentra Abner Jonas, cuando Daredevil y Nelson, huelen a podrido y deciden investigar. Mientras, Debbie no se siente muy a gusto siguiendo los planes del Organizador, yendo al final a la cárcel por culpa de este. Nelson intentará volver a captar la atención de Karen Page.
Durante muchos años Foggy no será consciente de la doble vida que lleva su compañero como superhéroe. De hecho. no considera la idea debido a la ceguera de Matt, aunque llegará un punto en el que empezará a sospechar por las súbitas e inexplicables ausencias, y sus frecuentes moretones. Para evitar estas sospechas, Murdock ha recurrido a muchas tretas para desorientarlo tal como, su «hermano gemelo» Mike Murdock (Matt mismo disfrazado),fingiendo su muerte o pidiéndole a otra persona que use el disfraz. Para consternación de Foggy, Karen se enamora tanto de Mike Murdock como de su «hermano» Matt. Para aumentar su frustración con Matt, a pesar de las repetidas protestas de Foggy de que prefiere el derecho corporativo, su socio prefiere aceptar como clientes a supervillanos disfrazados, y en ocasiones incluso no deja a Foggy otra opción que representar al supervillano en el juicio.

### Fiscal de distrito
Nelson es abordado nuevamente para ser candidato a fiscal de distrito, esta vez sin agendas ocultas: le gusta mucho la idea de poder hacer algo para combatir el crimen de forma activa, y se pone a trabajar con entusiasmo. Poco después, la pena de prisión de Debbie Harris expira, y ella inmediatamente se pone en contacto con Foggy. Ella y Foggy comienzan a salir nuevamente, a pesar de los temores de Foggy de que sería malo para su campaña salir con una ex convicta, así como sus dudas sobre los motivos del interés de Debbie en él.Mientras sale con ella públicamente por primera vez desde su encarcelamiento, Debbie es rescatada al Continuo del Tiempo por el trío Impío, liderado por el Exterminador.Foggy y Daredevil investigan, cada uno por su lado. Foggy es hecho prisionero por el Exterminador y Daredevil llega al rescate. Se produce una pelea y se produce una explosión, tras lo cual Foggy encuentra algunos harapos del uniforme de DD: se supone entonces que «Mike Murdock» ha muerto. Debbie regresa del Continuo del Tiempo y ella y Foggy reanudan su feliz relación.
Hay un cisma entre Matt y Foggy, ya que debido a la problemática relación de Matt con Karen y sus propios problemas como Daredevil, no ayuda a Foggy en su campaña. Foggy se siente abandonado y Matt no puede explicarse sin revelar su secreto. Sin embargo, Foggy gana las elecciones,los dos se reconcilian y Foggy le ofrece a Matt la oportunidad de convertirse en asistente del fiscal del distrito.
Más tarde, Foggy es chantajeado por el misterioso Sr. Kline, y se ve obligado por él a enjuiciar a la Viuda Negra, que es defendida por Matt.Esto volverá a crear un distanciamiento entre ellos, de hecho Matt se establecerá en San Francisco con la Viuda. Se reconciliarán cuando Foggy sea gravemente herido durante una investigación de una conspiración urdida por el Black Spectre, y Matt tenga que volver a Nueva York para ayudarle en su lucha contra el crimen.

### El Negocio
Después de perder la reelección para fiscal de distrito ante Blake Tower (y una campaña difamatoria en su contra por parte de Jester, quien anteriormente no había logrado obligar a Foggy a terminar su campaña para fiscal de distrito),Foggy reanuda su carrera como consejero, nuevamente con Matt, en una clínica gratuita llamada «El Negocio».Becky Blake, una estudiante de derecho, luego es contratada para trabajar como secretaria de la firma.
Foggy le propone matrimonio a Debbie y ellos se casan.
Elektra es contratada por Kingpin para asesinar a Foggy. Sin embargo, al enfrentarse a Foggy, él la reconoce como «la chica de Matt». Incapaz de matar a Foggy después de esto, Elektra abandona su misión, lo que la lleva a morir a manos de Bullseye.

### El declive y caída de Nelson y Murdock
El matrimonio de Foggy empieza a ir mal, ya que él es un tipo tranquilo a quien su esposa quiere, sin éxito, transformar en una alta socialité. La hastiada Debbie comienza a tener una aventura con Micah Synn, jefe de una tribu salvaje,y obliga a Foggy a mentir a favor de Synn.Synn, un bruto abusivo, toma prisionera a Debbie.Después de escapar, ella regresa inmediatamente con Foggy,y él admite públicamente sus mentiras para denunciar los crímenes de Synn.A pesar de esto, su matrimonio se ve gravemente dañado y finalmente se divorcian.
Además, la conducta de Foggy en el caso Synn daña la reputación de la firma Nelson & Murdock, y Murdock pierde interés en su trabajo y dedica más tiempo a su carrera de disfrazado. Foggy no puede luchar solo contra la falta de clientes y la cascada de facturas, y las instalaciones de Nelson & Murdock son cerradas.Foggy está tan deprimido que considera el suicidio, pero después de verse atrapado en una pelea entre el Buitre y Daredevil, la inmediatez de la muerte le hace darse cuenta de que prefiere estar vivo.
Después de una mala ruptura con Matt y un robo en su apartamento, Glorianna O'Breen recurre a Foggy en busca de consuelo; él la tranquiliza pero rechaza sus avances románticos por lealtad a Matt. Al mismo tiempo, Matt es acusado de pagar a un testigo para que perjure, y Foggy actúa como su abogado. A pesar de una trampa del propio Kingpin, Foggy consigue que Matt sea liberado sin pasar tiempo en prisión.Después del juicio, Matt desaparece y Kingpin, impresionado por la actuación de Foggy en el juicio, lo contrata a través de una de sus firmas, Kelco. Con Matt desaparecido, Foggy comienza a salir con Glorianna mientras trabaja en una apelación para que se restablezca la licencia de abogado de Murdock.Como abogado de Kelco, Nelson defiende a la empresa contra los cargos de un niño que quedó ciego por los desechos tóxicos que depositaron en los ríos.Glorianna está desilusionada y finalmente lo deja.Foggy renuncia a su trabajo en Kelco cuando se entera de que la compañía es propiedad de Kingpin.Él y Matt se reencuentran más tarde,y él ayuda a Matt a recuperar su licencia de abogado.
Cuando un asistente de Ben Urich revela a la prensa la identidad de Daredevil, Murdock finge su muerte.Karen y Foggy encuentran más tarde a Matt todavía con vida, en un estado de estupor, con su uniforme amarillo de Daredevil pero sin la máscara.Foggy finalmente se da cuenta de la identidad secreta de Matt. Ellos se reconcilian y vuelven a ser socios legales.

### «Sharpe, Nelson & Murdock»
Rosalind Sharpe, una famosa y controvertida abogada de Boston, ofrece a Nelson y Murdock convertirse en sus socios. Más tarde se revela que Rosalind Sharpe es la madre biológica de Nelson: se divorció de su marido y abandonó a su hijo para poder seguir su carrera como abogada. Fue la carrera de Sharpe la que atrajo a su hijo a convertirse en abogado.
Foggy comienza a salir con Liz Allan, permaneciendo con ella en momentos como la «resurrección» de su suegro Norman Osborn.Más tarde, el villano Mysterio lo manipula para que tenga una aventura con otra mujer, y luego hace que parezca que Nelson asesinó a la mujer después de la aventura (que Foggy no puede recordar claramente ya que fue drogado por Mysterio). Liz visita a Foggy en prisión, donde Foggy confiesa haberla engañado y ella lo abandona. Después de que se revelan las maquinaciones de Mysterio, Foggy es liberado, pero se siente mal por haberle fallado a Liz y no intenta reanudar la relación.
Sharpe despide a Foggy, ya que no quiere que el caso del asesinato le traiga mala publicidad a la firma. Cuando Matt Murdock comienza a preparar la defensa de Foggy, ella le ordena que se retire, lo que hace que Matt abandone la firma por disgusto.
Foggy asesora personalmente a superhéroes en diversas ocasiones, como cuando toma el caso del superhéroe Vance Astrovik, quien mató a su padre abusivo en un ataque de ira. Foggy pierde el caso, ya que su oposición convence al jurado de que Vance podría haber detenido a su padre sin matarlo. Otros clientes a los que representa personalmente son Carol Danvers y los Cuatro Fantásticos, a quienes recomienda no aceptar una oferta de compra por el patrimonio de los FF por parte de Gideon Corporation (aunque Reed Richards finalmente decide vender).

### Nelson & Murdock cabalgan de nuevo
Tras el asesinato de Karen Page,Foggy y Matt se quedan sin sus mujeres y sin sus trabajos. Murdock descubre que él es el único beneficiario de la riqueza de Karen. Le propone a Nelson reanudar su sociedad, utilizando el dinero para construir las nuevas instalaciones donde antes estaba la antigua casa de Matt, destruida por Kingpin. Nelson responde con entusiasmo.Rosalind Sharpe intenta ponerse en contacto con Foggy para ofrecerle trabajo de nuevo, sin éxito.
Matt se revela al mundo como Daredevil y finalmente es arrestado. Después de que Foggy va a visitar a Matt en prisión con la investigadora privada Dakota North, varios reclusos lo apuñalan y lo hieren gravemente. Foggy es colocado en el programa de protección de testigos y declarado oficialmente muerto en algún momento después de que la ambulancia se lo lleva. Foggy se recupera de sus heridas y asume una nueva identidad. Intenta escapar en un esfuerzo por reunirse con Matt, solo para ser capturado por la mafia, quienes a su vez son asesinados por ninjas. Lo devuelven a sus antiguos captores, después de informarle que lo estarían vigilando.
Foggy, que huye de su vida en custodia protegida, llega a la casa de Matt y se reencuentran. Junto con Becky Blake, Foggy resuelve con éxito todos los problemas de Matt con la ley y el Colegio de Abogados. Murdock y Nelson le piden a Becky que se una a su firma como nueva socia y se mude a una nueva sede, aceptando solo referencias para evitar que los acosadores de Daredevil la localicen fácilmente.

### Nelson, Blake y Murdock
Foggy descubre que Matt hizo un trato con Kingpin. Herido porque Matt ni siquiera quiso hablar con él antes de hacer un trato con un hombre que les ha hecho la vida imposible a ambos, lo despide del bufete de abogados, lo que efectivamente lo aparta de su vida normal y le facilita unirse a The Hand. Foggy se culpa a sí mismo por el exceso de Matt.  
Foggy es luego inhabilitado por desacato al tribunal. Foggy va a visitar al juez con Dakota, y usan una fotografía comprometedora para obligarlo a decir la verdad sobre sus recientes desgracias y las de Dakota, y se enteran de que el juez está en la nómina de Kingpin. Al reconocer que estas acciones tenían la intención de llegar a Matt, Dakota decide que los dos necesitan localizar a Matt.Foggy Nelson llega a las puertas de la Fortaleza de Shadowland e intenta comunicarse con Matt verbalmente, pero es ignorado. Foggy escala las paredes para llegar a Matt, donde es interceptado por White Tiger. Ella lo lleva a Daredevil. Matt decide matar a Foggy,pero es «purgado» del demonio que lo controla por Iron Fist.
Foggy es reinstalado como abogadoy traslada su oficina a una nueva ubicación (ya que su oficina anterior fue incendiada durante los disturbios). El tiene que manejar su negocio por sí mismo después de que Becky Blake renuncia.Foggy ayuda a Pantera Negra, el reemplazo temporal de Matt en Hell's Kitchen, a establecer una nueva identidad para sí mismo proporcionándole documentos de inmigración falsos.Matt regresa a Hell's Kitchen y le asegura a Foggy que ha encontrado un nuevo lugar para establecer a Nelson y Murdock y que debería poder solucionar sus problemas y recuperar su licencia de abogado.

### El nuevo Nelson y Murdock
Mientras Foggy y Matt comienzan de nuevo con su negocio privado, surgen problemas cuando las acusaciones anteriores de que Matt Murdock es Daredevil se mencionan durante el primer caso.Como resultado, comienzan a capacitar a sus clientes sobre cómo pueden representarse a sí mismos en la corte.Sin embargo, Matt finalmente se ve obligado a abandonar Nueva York para siempre cuando un caso requiere que confirme oficialmente su identidad como Daredevil.

### Post-Secret Wars
Después de la reconstrucción de la realidad, Matt ayuda a los Niños Púrpura, los hijos de su antiguo enemigo, el Hombre Púrpura, que han heredado los poderes de su padre, y a cambio, borran todo el conocimiento público de que Matt Murdock es Daredevil. La única persona a la que Matt vuelve a revelar su identidad es a Foggy, quien ocasionalmente se resiente por la presión a la que lo somete.

## Recepción
- En 2022, CBR.com clasificó a Franklin Nelson en el sexto lugar en su lista de los «10 abogados más poderosos de los cómics de Marvel».[54]

## Otras versiones

### 1872
Durante la historia de «Secret Wars», una versión del Salvaje Oeste de Foggy Nelson reside en el dominio de Battleworld del Valle de la Perdición. Franklin Nelson trabaja como juez en la ciudad de Timely. Después de que el Sheriff Steve Rogers detuviera a Red Wolf después de salvarlo de los hombres del alcalde Wilson Fisk, el Gobernador Roxxon envía a Bullseye, Elektra, Grizzly y Otto Octavius para intimidar al Juez Nelson para que abandone la ciudad para que no presida el juicio de Red Wolf.

### 1602
En Marvel 1602, Foggy es capitán de un navío que regularmente cruza el Canal de la Mancha y que lleva al Daredevil de 1602. Le dice que sospecha que es ciego, con una sonrisa, le dice que mantenga sus pensamientos para el mismo.

### MC2
En el futuro alternativo conocido como MC2, Foggy Nelson se casa con Liz Allan y se convierte en el padrastro de Norman «Normie» Osborn III. Ha sobrevivido a Murdock, el cual fue asesinado (sin embargo su alma vive en Darkdevil). Llegados a este punto, Foggy es mostrado como consejero de Wilson Fisk, pero el decide dejar de ser su abogado cuando descubre que Fisk fue el responsable de la muerte de Murdock.
Foggy también le ha sobrevivido a Liz. Después de la muerte de su esposa, dejará que el trabajo lo absorba completamente y se culpará cuando Normie se vuelva loco temporalmente, tomando el manto del Duende Verde otra vez. Después de que Normie se libre de la locura del Duende, el lazo que los une se hará más fuerte.
Cuando Normie se alió con el supervillano Raptor, Foggy no lo aprobará y se sentirá otra vez culpable cuando Normie caiga otra vez en las garras de la locua transformado en un supervillano.
Darkdevil aparecerá como pasante en el bufete de Nelson dando consejo legal a Normie y a Raptor. Foggy desconoce los lazos que unen a Murdock con Spiderman, aunque Normie se ha dado cuenta del parecido de Reilly Tyne y Peter Parker.

### Ultimate Foggy
En el universo de Ultimate Marvel, Foggy es el compañero de habitación de Matthew Murdock. Recientemente, en Ultimate Spider-Man Annual #2, un Foggy Nelson se ve hablando con. Hace una breve aparición en Ultimates 2 como parte de un equipo de asesoramiento legal, con Murdock, en representación de Bruce Banner en el caso en contra de él por las acciones llevadas a cabo como Hulk.

## Adaptaciones a otros medios

### Películas
- En la película para TV de 1989 El Juicio al Increíble Hulk, en el que aparecía como estrella invitada Daredevil, un colega comparte una oficina con Matt Murdock (Rex Smith), pero nunca es identificado como Foggy Nelson. Este personaje no es nombrado y tan solo es visto brevemente en la película.
- Foggy Nelson aparece en la adaptación al cine de Daredevil del año 2003 interpretado por Jon Favreau. El personaje y la relación con Matt son fieles a los cómics, pero es diferente en relación con otras características del personaje. La versión del director del DVD incluye escena adicionales sobre los dos personajes y su amistad.

### Marvel Cinematic Universe
- Foggy Nelson aparece en la serie de televisión ambientada en Marvel Cinematic Universe, interpretado por el actor Elden Henson.[56]
  - Foggy aparece en Daredevil. En la primera temporada, Foggy conoce a Matt cuando son compañeros de cuarto en la Escuela de Derecho de Columbia y se convierten rápidamente en mejores amigos. También comienza a salir con Marci Stahl (Amy Rutberg), otra estudiante de derecho. Durante su pasantía en Landman & Zack, Matt se siente disgustado por el trato de la empresa de que un paciente con cáncer sea demandado por uno de los clientes de la firma por incumplimiento de la confidencialidad y convence a Foggy de que deben renunciar y comenzar su propia firma en Hell's Kitchen para luchar por «el pequeñin». La amistad de Matt y Foggy se tambalea después de descubrir que Matt está desangrándose de un ataque de emboscada de Nobu y Wilson Fisk,[57] pero se reconcilian con el final de temporada.[58] A principios de la temporada, Foggy también se entera de que Marci se ha unido a Landman & Zack, y más tarde la convence para que ayude a Nelson & Murdock después de que él y Matt descubran que sus compañeros de L&Z están trabajando para Fisk. En la segunda temporada, Foggy y Matt toman el caso por la defensa de Frank Castle contra la fiscal de distrito, Samantha Reyes, a pesar del posible efecto que podría tener en su firma dadas las acciones de Frank.[59] Pierden el caso, que, junto con la tensión de la doble vida de Matt como Daredevil, arruina su firma,[60] pero Foggy es reconocido positivamente por sus esfuerzos en el caso y la declaración de apertura (que compensó en el lugar debido a la tardanza de Matt) y Jeri Hogarth lo contrata en Hogarth, Chao & Benowitz por recomendación de Marci, quien se unió a la firma después de que Fisk fuera arrestado. Matt lo alienta a tomarlo y pasar de Nelson & Murdock, diciendo que merece algo mejor que lo que Matt ofreció.[61]
  - Foggy aparece en Los Defensores. Desde que se fue de Nelson y Murdock, Foggy se cortó el cabello para darle una apariencia más corporativa, y él y Marci han vuelto a salir a tiempo completo.[62] Se presenta en el primer episodio, donde se revela que Claire lo contrató para defender a Luke Cage y despejarlo de todos sus cargos.[63] Más tarde, Foggy se encuentra con Matt para tomar algo en Josie's y le subcontrata el trabajo de caso.[64] Hogarth le encarga a Foggy que vigile a Jessica Jones después de que su investigación de John Raymond atraiga el mayor escrutinio de la policía, un asunto que Foggy a su vez le pasa a Matt.[65] Cuando La Mano comienza a amenazar y perseguir a los seres queridos de los Defensores, Matt tiene a Karen y Foggy a refugiarse con Trish, Malcolm, Claire y Colleen en el 29mo Recinto hasta que pase la amenaza.[66] Después de que Elektra capture a Danny y mata a Stick, los otros tres defensores son recogidos por los policías para ser interrogados en el recinto. Foggy se apresura a advertir a Matt sobre el riesgo de que sus dos vidas colisionen y la importancia de que la policía solo vea a Matt como abogado. Dado que tiene fe en Matt, también secretamente se escabulle de regreso al apartamento de Matt para darle su traje de Daredevil.[67] Cuando Matt es aparentemente asesinado en la destrucción de Midland Circle, Foggy y Karen están devastados, y los dos luego tienen una vigilia privada en la iglesia de Matt.[68]
  - Foggy hace un cameo de una escena al principio de la temporada 2 de Jessica Jones.[69] Cuando Chao y Benowitz intentan expulsar a Jeri sobre su comportamiento anterior en la debacle con su exsecretaria y Kilgrave (bajo el pretexto de su reciente diagnóstico de ELA), Foggy ofrece ayuda a Jeri para luchar contra sus compañeros, pero Jeri enojada le dice que se ocupe de sus propios asuntos y que no se involucre en sus problemas personales. Aunque no se lo ve ni se lo vuelve a mencionar, una conversación que Hogarth está teniendo con los agentes inmobiliarios en el final de la temporada 2 implica que Foggy y Marci se unirán a ella en su nuevo bufete de abogados.
  - Foggy aparece en la segunda temporada de Luke Cage. Luke pide a Foggy que lo ayude cuando lo demandan por asaltar a Dontrell «Cockroach» Hamilton con Benjamin Donovan representándolo. Foggy alienta a Luke a aceptar una oferta para asistir a una recaudación de fondos con Piraña Jones, quien le está ofreciendo a Luke $ 150,000 para que aparezca. Foggy fue visto por última vez ayudando a los heridos después de que la pandilla de Bushmaster atacara a la fiesta, aunque el diálogo en episodios posteriores establece que él no resultó herido.[70] Después de arrestar a Mariah Dillard, Luke luego llama a Foggy para pedirle el número de teléfono del Big Ben Donovan para que pueda organizar una visita con Mariah.[71]
  - En la tercera temporada de Daredevil, Foggy se postula para el fiscal de distrito con el estímulo de Marci, como una forma de encontrar un propósito en su vida sin Matt. Las cosas entre él y Karen están tensas al comienzo de la temporada, ya que Karen continúa con la esperanza de que Matt aún esté vivo. También presenta a la familia de Foggy, que está establecida para dirigir una carnicería llamada Nelson's Meats.
  - Foggy aparece en la primera temporada de Daredevil: Born Again (2025), donde en el primer episodio es asesinado por Ben Poindexter.[72]

### Videojuegos
- En una de las mochilas de colección de Spider-Man se puede encontrar una tarjeta de visita de Nelson & Murdock. El edificio Nelson & Murdock se encuentra en Hell's Kitchen.